# مترية رايسنر-نوردستروم
في الفيزياء وعلم الفلك، مترية رايسنر-نوردستروم (بالإنجليزية: Reissner–Nordström metric)‏ هي حل ساكن لمعادلات حقل أينشتاين-ماكسويل، والتي تتطابق مع مجال جاذبية جسم كتلته M غير مشحون وغير دوّار ومتناظر كروياً.
اكتشف المترية كل من هانز رايسنر وغونار نوردستروم.

## المترية
بتعيين إحداثيات كروية (t, r, θ, φ)، يكون عنصر المستقيم لمترية رايسنر-نزردستروم:
{\displaystyle ds^{2}=\left(1-{\frac {r_{\mathrm {S} }}{r}}+{\frac {r_{Q}^{2}}{r^{2}}}\right)c^{2}\,dt^{2}-\left(1-{\frac {r_{\mathrm {S} }}{r}}+{\frac {r_{Q}^{2}}{r^{2}}}\right)^{-1}dr^{2}-r^{2}\,d\Omega _{(2)}^{2},}
حيث c هي سرعة الضوء، و t إحداثي الزمن (مقاساً بساعة ساكنة عند اللانهاية)، r هو الإحداثي الشعاعي، {\displaystyle \textstyle d\Omega _{(2)}^{2}} هو كرة محددة بالعلاقة:
{\displaystyle d\Omega _{(2)}^{2}=d\theta ^{2}+\sin ^{2}\theta d\phi ^{2}}
حيث rS هو نصف قطر شفارتزشايلد لجسم معطى:
{\displaystyle r_{s}={\frac {2GM}{c^{2}}},}
وتمثل rQ هي مقياس طول يعطى بالعلاقة:
{\displaystyle r_{Q}^{2}={\frac {Q^{2}G}{4\pi \varepsilon _{0}c^{4}}}.}
حيث 1/4πε0 هو ثابت قوة كولوم.
عملياً فإن النسبة {\displaystyle {r_{S} \over r}} غالباً ما تكون صغيرة جداً. على سبيل المثال نصف قطر شفارتزشايلد للأرض هو تقريباً يساوي 9 مم (3/8 إنش)، حيث قمر صناعي في مدار أرضي جغرافي متزامن له نصف القطر r وهو تقريباً أربعة مليارات أكبر وذلك عند 42,164 كم (26,200 ميل). حتى على سطح الأرض فالتصحيحات للجاذبية النيوتونية هي فقط جزء واحد من مليار. أما عند الأجسام عالية الكثافة مثل الثقوب السوداء والنجوم النيوترونية فعندها تصبح النسبة فقط أكبر.

## الثقوب السوداء المشحونة
رغم أن الثقوب السوداء المشحونة المحققة للشرط rQ ≪ rs تتشابه مع ثقوب شوارتزشايد السوداء، إلّا أنه لديها أفقين: أفق الحدث وأفق كوشي داخلي. مثل مترية شوارتزشايد، تقع أفاق الحدث للزمكان حيث مكون المترية grr يتباعد وذلك حيث:
{\displaystyle 0={\frac {1}{g^{rr}}}=1-{\frac {r_{\rm {s}}}{r}}+{\frac {r_{\rm {Q}}^{2}}{r^{2}}}.}
إن لهذه المعادلة حلين:
{\displaystyle r_{\pm }={\frac {1}{2}}\left(r_{\rm {s}}\pm {\sqrt {r_{\rm {s}}^{2}-4r_{\rm {Q}}^{2}}}\right).}
تصبح أفاق الحدث المتمركزة هذه منفطرة عند تحقيقها 2rQ = rs وهو ما يقابله ثقب أسود أقصى. لا يمكن للثقوب السوداء المحققة للشرط 2rQ > rs أن توجد في الطبيعة لأن كون الشحنة أكبر من الكتلة يمنع وجود أفق حدث فيزيائي (يصبح الحد تحت الجذر التربيعي سالباً). من الممكن للأجسام ذات الشحنة الأكبر من كتلتها أن توجد في الطبيعة، لكنها لا يمكن لها الانهيار إلى ثقب أسود، وإذا استطاعت ذلك فإنها ستؤدي إلى تفرد مجرد. عادةً ما تضمن نظريات التناظر الفائق عدم وجود مثل هذه الثقوب السوداء «البالغة لحدودٍ قصوى».
بحساب الكمون الكهرومغناطيسي:
{\displaystyle A_{\alpha }=\left(Q/r,0,0,0\right).}
في حال تضمين أحاديات القطب المغناطيسية في النظرية، فإنه يمكن إيجاد تعميم لتضمين الشحنة المغناطيسية P باستبدال Q² بـ Q² + P² في المترية وتضمين الحد Pcos θ dφ في الكمون الكهرومغناطيسي.[بحاجة لتوضيح]

## إبطاء الزمن الثقالي
يُعطى الإبطاء الزمني الثقالي في جيرة الجسم المركزي بالعلاقة:
{\displaystyle \varsigma ={\sqrt {|g^{tt}|}}={\sqrt {\frac {r^{2}}{Q^{2}+(r-2M)r}}}}
المتعلقة بسرعة الإفلات الموضعية نصف القطرية لجسيم محايد
{\displaystyle v_{\rm {esc}}={\frac {\sqrt {\varsigma ^{2}-1}}{\varsigma }}}.

## رموز كريستوفل
تُحسب رموز كريستوفل كما يلي:
{\displaystyle {\Gamma _{jk}^{i}=\sum _{s=0}^{3}\ {\frac {{g}^{is}}{2}}\left({\frac {\partial {g}_{sj}}{\partial {x^{k}}}}+{\frac {\partial {g}_{sk}}{\partial {x^{j}}}}-{\frac {\partial {g}_{jk}}{\partial {x^{s}}}}\right)}}
مع الأدلَّة:
{\displaystyle \{0,\ 1,\ 2,\ 3\}\to \{t,\ r,\ \theta ,\ \phi \}}
وبكتابة التعابير الرياضية غير المعدومة:
{\displaystyle \Gamma _{10}^{0}={\frac {Mr+Q^{2}}{r\left(r(r-2M)-Q^{2}\right)}}}
{\displaystyle \Gamma _{00}^{1}={\frac {\left(Mr+Q^{2}\right)\left(r(2M-r)+Q^{2}\right)}{r^{5}}}}
{\displaystyle \Gamma _{11}^{1}={\frac {Mr+Q^{2}}{2Mr^{2}+Q^{2}r-r^{3}}}}
{\displaystyle \Gamma _{22}^{1}=2M-{\frac {Q^{2}}{r}}+r}
{\displaystyle \Gamma _{33}^{1}={\frac {\sin ^{2}\theta \left(r(r-2M)-Q^{2}\right)}{r}}}
{\displaystyle \Gamma _{21}^{2}=r^{-1}}
{\displaystyle \Gamma _{33}^{2}=-\sin \theta \cos \theta }
{\displaystyle \Gamma _{31}^{3}=r^{-1}}
{\displaystyle \Gamma _{32}^{3}=\cot \theta }
وبعد استخراج رموز كريستوفل يمكن حساب جيوديسيات جسيم الاختبار.

## وصلات خارجية
- spacetime diagrams including Finkelstein diagram and Penrose diagram, by Andrew J. S. Hamilton
- "جسيم يتحرك حول ثقبين أسودين هائلين" على موقع مشروع وولفرام. (بالإنجليزية)